# Муравьёв, Иван Михайлович
Иван Михайлович Муравьёв (26 октября 1899, г. Павлово Павловского уезда Нижегородской губернии — 7 мая 1971, Москва) ведущий специалист и педагог в области разработки и эксплуатации нефтяных месторождений СССР, кандидат технических наук (1935), доктор технических наук (1949), профессор (1950), Заведующий кафедрой разработки и эксплуатации нефтяных месторождений (1934—1971),

## Фрагменты биографии
- В 1918 году окончил гимназию, в г. Павлово
- В мае 1919 г. был мобилизован в ряды РККА.
- В марте 1920 г. откомандирован для обучения в Нижегородском государственном университете на горном факультете, совмещает учёбу с работой в Нижегородском губернском комитете профсоюза металлистов. Осенью 1920 г. горный факультет закрывается, а студент Муравьёв переводится в Московскую горную академию (МГА) на горно-рудничный факультет по нефтяной специальности.
- Осенью 1920 г. начал учёбу в Московской горной академии, которую окончил в 1926 г. По предложению ректора Ивана Михайловича Губкина Муравьёв оставлен в академии для продолжения учёбы в аспирантуре.
- В марте 1926 г. Муравьёв поступает на работу в открытый в 1925 году Государственный исследовательский нефтяной институт (ГИНИ) совмещая работу с обучением в аспирантуре МГА
- Инженер, научный сотрудник, старший инженер, заведующий сектором, и. о. заведующего отделом Государственного исследовательского нефтяного института (1926—1934); ассистент МГА (1926—1930).
- В 1927—1934 годах принимает участие в составлении «Технической энциклопедии» в 26-и томах под редакцией Л. К. Мартенса, автор статей по тематике «геология нефти».[1]

## Московский нефтяной институт
- Работа в Московском нефтяном институте им. И. М. Губкина: доцент (1930),
- Заведующий кафедрой разработки и эксплуатации нефтяных месторождений (1934—1971),
- Начальник учебной части (1941—1943),
- Заместитель директора по научной и учебной работе (1945—1947, 1955—1963).
- Главный редактор Государственного нефтяного издательства;
- Редактор журнала «Нефть» (1926—1934);
- член редколлегии ряда журналов; председатель постоянно действующей комиссии по добыче нефти при Государственном научно-техническом комитете Совета Министров РСФСР; заместитель председателя научно-методического совета по высшему нефтяному и газовому образованию МВО СССР.

## Научные труды и публикации
Автор более 90 научных работ, в том числе 5 монографий и 10 учебников; 5 изобретений.
- Первая опубликованная работа — О влиянии некоторых физических факторов на цемент при тампонаже нефтяных скважин. Аз.нефт.хоз-во, 1928,№ 2 с.22
- Важнейшие работы: Муравьев И. М., А. П. Крылов. Эксплуатация нефтяных месторождений. -М.: Гостоптехиздат, 1949. 776 с.
- «Справочник по добыче нефти» (1958);
- «Разработка и эксплуатация нефтяных и газовых месторождений» (1965);
- «Эксплуатация погружных центробежных электронасосов в вязких жидкостях и газожидкостных смесях» (соавтор И. Т. Мищенко) (1969).

## Ученики
- И. Т. Мищенко — профессор, заведующий кафедрой РиЭНМ с 1988 по 2020 г.
- Саттаров М. М. — профессор
- Гиматудинов Ш. К. — профессор
- Репин Н. Н. — профессор
- Халиков Г. А. — профессор
- Максимов В. П. — профессор
- Каган Я. М. — профессор
- Махир Х. Ибрагим д-р, Египет
- Пыркелебеску И. д-р, Румыния

и многие другие

## Награды
- Орден «Знак Почета» (1945);
- Два ордена Орден Трудового Красного Знамени (1952, 1960);
- Медали: «За доблестный труд в Великой Отечественной войне 1941-1945 гг.» (1945), «В память 800-летия Москвы» (1947)